# Elecciones provinciales de Mendoza de 1951
Las elecciones generales de la provincia de Mendoza de 1951 tuvieron lugar el domingo 11 de noviembre del mencionado año, al mismo tiempo que las elecciones presidenciales y legislativas a nivel nacional. Se realizaron con el objetivo de renovar los cargos de Gobernador y Vicegobernador, así como las 36 bancas de la Cámara de Diputados y las 25 del Senado Provincial, componiendo los poderes ejecutivo y legislativo de la provincia para el período 1952-1958. Fueron las undécimas elecciones desde la instauración del voto secreto en Argentina y las primeras bajo sufragio universal de hombres y mujeres.
Al mismo tiempo que Juan Domingo Perón, del Partido Peronista (PP), resultaba ampliamente reelecto como presidente de la Nación, el candidato oficialista Carlos Horacio Evans, obtuvo un aplastante triunfo con el 66.89% de los votos contra el 21.22% de Leopoldo Suárez, de la Unión Cívica Radical (UCR), y el 7.92% de Rodolfo Corominas Segura, del Partido Demócrata (PD). Los demás candidatos no superaron el 2% de los votos. A nivel legislativo, el peronismo obtuvo la totalidad de las bancas en el Senado Provincial, y 29 de los 36 escaños en la Cámara de Diputados. La UCR obtuvo 4 bancas y el PD solo 2. La participación fue del 86.37% del electorado registrado. Los cargos electos asumieron el 4 de junio de 1952.
Evans no pudo completar su mandato constitucional ya que fue depuesto por el golpe de Estado de septiembre de 1955, que derrocó a Perón y proscribió al peronismo de la vida política argentina durante los siguientes dieciocho años.